# The Vicar of Wakefield (film 1913 Douglas)
The Vicar of Wakefield è un cortometraggio muto del 1913 diretto da John Douglas. È la quarta trasposizione cinematografica del romanzo di Oliver Goldsmith.

## Produzione
Il film fu prodotto dalla Hepworth che nello stesso anno aveva già prodotto un altro film tratto dal romanzo di Goldsmith.

## Distribuzione
Venne distribuito dalla Hepworth in una versione di 4 rulli. Negli USA, fu distribuito dalla Blinkhorn Photoplays Corp. che lo fece uscire nelle sale cinematografiche il 29 dicembre 1913 ridotto a 3 rulli.

## Differenti versioni
Il romanzo di Goldsmith venne portato sullo schermo in diverse versioni:
- The Vicar of Wakefield (1910)
- The Vicar of Wakefield, regia di Frank Powell (1912)
- The Vicar of Wakefield, regia di Frank Wilson (1913)
- The Vicar of Wakefield, regia di John Douglas (1913)
- The Vicar of Wakefield, regia di Fred Paul   (1916)
- The Vicar of Wakefield, regia di Ernest C. Warde (1917)